# Nicușor Grecu
Nicușor Grecu (n. 22 mai 1992, România) este un fotbalist portar din România care evoluează la clubul FC Unirea Constanța în Liga a II-a.